# 蓬·涅蒂波恩
蓬·涅蒂波恩（羅馬化：Netiporn Sanesangkhom；1995年8月8日—2024年5月14日），更广为人知的是 蓬·塔鲁旺，蓬·粉碎王宮，是一位泰国政治活动家，专注于君主制改革。 她最初参与了人民民主改革委员会 (PDRC) 的抗议活动，这是一个泰国右翼运动。然而，在听取其他活动家关于镇压红衫军 2010年抗议 在拉差巴颂的情况后，蓬成为了一名反君主制活动家。
2020年，蓬成为了一个君主制改革团体的领导人 -- 塔鲁旺 (泰語意思 : 粉碎王宮)。 因此，她被指控多项刑事罪名，包括冒犯君主罪。在被这些罪名拘留期间，蓬和其他被拘留者通过绝食抗议泰国司法系统，这严重恶化了她的健康状况。他们提出了两个要求：司法系统改革和停止监禁政治异见者。 2024年5月14日，蓬在法政大学医院因突发心脏骤停去世。 蓬的临时拘留时间总计为109天，从她开始绝食抗议到去世那天为止。

## 早年生活和教育
蓬在一个法學專業的家庭中长大；她的父亲是一名法官，她的姐姐是一名律师。 她就读于Triam Udom Suksa Nomklao School，在那里她是学生会成员。随后，她在农业大学商学院攻读金融学位。此外，她还担任家教，教授小学生、初中生和高中生英语。

## 社会活动
蓬在高中时开始对活动产生兴趣，当时她担任学生会成员。作为学生会成员，她鼓励同学们保持合适的发型并遵守校服规定。然而，她的一些朋友抗议这些规定，这促使她开始质疑这些规定的公平性。
2014年，蓬在高中时加入了人民民主改革委员会的抗议活动。然而，在进入农业大学商学院学习金融专业后，蓬通过Twitter等社交媒体平台接触到了更广泛的信息。在那里遇到的广泛而多样的社会辩论最终改变了她的政治立场。
一个对蓬的政治转变产生重大影响的事件是“大清洁日”。在这次活动中，一些曼谷居民在2010年5月镇压后清理了红衫军运动的抗议现场，该镇压导致近100人死亡，数千人受伤。这一活动被视为试图抹去可能揭示镇压真相并为受害者及其家属提供正义的证据。
蓬主要关注君主制改革，包括废除泰国刑法第112条，该条款禁止批评君主制。

## 指控和监禁
2022年5月30日，曼谷南部4区刑事案件专门检察官办公室的专门检察官在曼谷南部刑事法院对包括蓬在内的八名活动家和独立媒体成员提起诉讼。指控包括“共同诽谤国王、共同煽动骚乱、共同妨碍官员执行公务，三人以上共同犯罪、共同侮辱执行公务的官员、共同不服从官方命令”，这些指控根据刑法第112、116、136、138、140和368条提出。起诉书的要点如下：

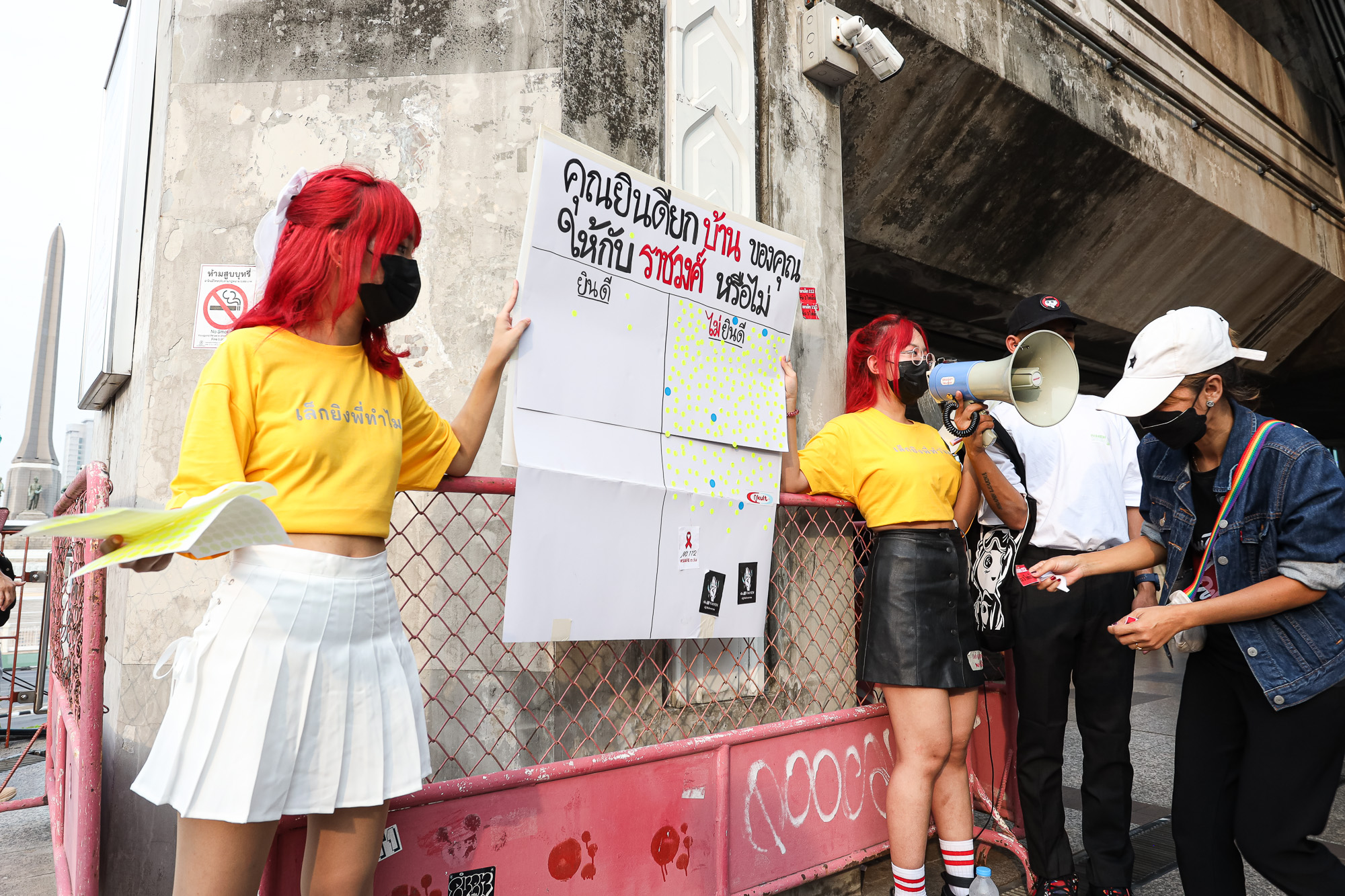
塔鲁旺的活动家们在2022年3月13日于胜利纪念碑进行了一项调查，问题是：“你愿意把你的房子给王室吗？”

“八名被告......共同诽谤、侮辱并对国王、王后和王储表现出恶意，他们制作了一块大型白纸横幅，横幅顶部有一个问题：‘您认为皇室摩托车队会造成不便吗？’ 横幅底部分为两个部分，左侧标有‘不便’，右侧标有‘不不便’。 这个横幅在公共场合展示，为路人和附近的人们发放绿色贴纸，供他们放在自己选择的部分，从而表达对皇室摩托车队的攻击，这是一种保护国王、王后、王储和皇室成员安全的传统做法。其意图是向公众传达皇室摩托车队会造成不便的观点，因此这种言论不受宪法保护，也不是善意批评。这一行为旨在在民众中引起混乱和不满，可能导致王国动荡，煽动公众违法。”
蓬于2022年6月开始绝食以抗议这些指控，绝食持续了64天。 她获得了保释，条件是不得再次犯罪。
2024年1月26日，曼谷南部刑事法院因蓬对2023年10月另一名活动家审判的抗议行为而判她蔑视法庭罪，判处她一个月监禁。 她还因在2023年8月6日在泰国文化部举行的抗议活动中，向描绘泰国王后苏提达的旗帜喷漆而被指控冒犯君主，根据第112条，她不得保释，因为她违反了此前不得重复犯112条款的条件。 她发表了一封回信，其中部分内容如下：
“再一次，自蓬年幼起法院便将其称为法官的后裔，但司法体系一再令蓬失望。法庭选择保护那些窃取了人民权力的强者，却压迫自己的后代以保护少数群体。这是彻底的可耻。今天，蓬断言司法体系必须改革。没有人应该仅因持有不同观点而被监禁。不要以为这次监禁蓬会让蓬退缩。法庭应该是人民最后的庇护所，必须坚定立场，停止为策动政变的人服务。否则，不要因坐在沾满人民鲜血的象牙塔中而自豪。权力属于人民；你们只是偷走了它。将来，我会记住这一点，并追究每一位腐败法官的责任。”
蓬被关押在中央女子监狱。
蓬于2024年1月27日开始绝食抗议针对她的指控，即在她被拘留的第二天。 二月份，她写下遗嘱，表示希望将自己的尸体捐赠给法政大学医院。根据矫正厅的说法，她于4月4日开始在医院进食和饮水，但出现贫血和低电解质，她拒绝接受治疗。然而，死后一天的尸检结果显示，她的胃里没有食物。

## 批评
2023年8月9日，曾是塔鲁旺成员并被指控冒犯君主罪的班杰玛彭·尼瓦斯，在加拿大成为难民后在Twitter上对蓬提出了指控。她指责蓬操纵年轻人参加活动，并声称自己曾被迫和利用来为运动谋利益，特别是在抗议活动期间，为了从国际亲民主组织那里获取资金。
相比之下，塔鲁旺成员 Yok 在她的个人 Facebook 页面上肯定了蓬对她的支持和照顾，总是建议她休息，而且是 Yok 请求和蓬一起待在一起的。此外，其他活动家也表达了对蓬的支持。例如，塔鲁旺成员和活动家 Baipor—Nachanich Duangmusit 在她的个人 Facebook 上发帖表示，蓬从未强迫或操纵任何人，相信每个人的个人智慧。同样，来自“坏学生”团体的活动家 Anna Ananannon，经常与蓬和 Yok 一起抗议，她在推特上表示，虽然她曾与蓬一起参加活动，但从未被迫采取任何行动。

## 逝世与公众反应
2024年5月14日，蓬在法政大学医院因突发心脏骤停去世。根据泰国人权律师协会的律师克里萨丹·纳查拉斯所说，蓬的家人确认她的病情恶化到无法检测到任何生命体征的程度，据怀疑是因为她在死亡前长时间的绝食抗议。 基蒂萨·斯里安姆朗和娜嘉妮·杜安姆西特，即“Baipor”，塔鲁旺小组的成员，在接受采访时确认了蓬的死讯，Baipor 表示“今日，社会都认为是刑法第112条夺走了蓬的生命。”
基蒂萨代表蓬的朋友坚定地提出了三项要求：1. 泰国不应该是联合国人权理事会的成员，2. 该国应改革其司法制度，确保在112条款下被起诉和政治犯人享有保释权，以及3. 不应该监禁任何政治异见者。基蒂萨最后表示，希望在泰国社会中维护这三项要求，并继续蓬的使命，确保她的努力不会白费。
作为对这一消息的回应，大量公民和活动家聚集在曼谷南部刑事法院前1小时12分钟，以纪念蓬。

### 政治回应
前進黨 在他们的社交媒体上发表了对蓬去世的哀悼之情，强调了在民主社会中言论和自由的重要性。他们强调，没有人应该仅因持有不同政治观点而被监禁，每个人都应该有保释的权利。根据宪法，这些权利应该不分政治派别而得到保障。他们还强调了在政治斗争中冒生命危险的危险，并呼吁创造安全的空间来解决过去和现在的政治冲突。他们敦促恢复对所有人的司法系统的信心。 许多前進黨的关键成员也发表了关于蓬去世的言论。潘妮卡·瓦尼奇质疑是否必须有人死亡，社会才意识到持有不同观点的个人不应该死亡或被监禁。她强调，仍然有许多人被监禁而没有保释，而且三个人仍然在监狱中绝食。 朗西曼·罗姆对蓬的离世表示悲伤，并强调，无论对她的行动持有赞同还是反对的态度，每个人都应该有保释的权利来充分进行辩护。他认为，这样的损失是因为没有合法依据而撤销保释，责任在于司法机关，对于那些失去生命的人。 维罗吉·拉坎纳迪索恩表示，没有人应该仅因持有不同政治观点而被拘留，也没有人应该因为意见不同而丧命。保释权是司法程序中每个公民应该从国家获得的基本权利。
Major General Tawee Surapong, 法务部长，告诉媒体说，已经向总理賽塔·塔維辛通报了，但他或者為泰黨尚未发表评论或正式声明。 前為泰黨成员Nattawut Saikuar表达了他的慰问，并总结说，没有人应该因为持有不同观点而失去生命。他希望这一事件能够是最后一次，并呼吁释放其余的人。
司法部长Thawee Sodsong宣布将对蓬的尸体进行尸检，并成立一个委员会调查她的死因。

### 人权组织
联合国人权事务高级专员办事处亚太地区表示对蓬的死亡表示哀悼，并强调了对司法程序改革和政治犯权利的恢复的需求。他们敦促泰国对蓬的死因进行透明和公正的调查，强调了言论和集会自由的基本权利。同一天，包括美国驻泰国大使Robert F. Godec、丹麦驻泰国大使Jon Thorgaard、欧盟驻泰国大使David Daly以及瑞典大使馆在泰国的各种大使和外交代表也对蓬的死亡表示了慰问。德国驻泰国大使Ernst Reichel不仅对蓬的死亡表示了慰问，而且强调了这一事件是政治运动中年轻人的悲剧，在审前拘留期间和长期绝食后发生。
国际特赦组织的泰国分部称她的死亡为“令人震惊的提醒，泰国当局正在剥夺活动人士的保释权，并利用拘留来压制和平表达异议”。 泰国人权律师组织也表达了类似的观点，称她的死亡是“政治起诉和拘留亲民主活动人士的问题仍然在普通泰国為泰黨政府下存在的证据”，而人权观察的资深研究员Sunai Phasuk则表示蓬的死亡“显示了在泰国对于侮辱王室的惩罚是多么残酷”。